# Virslīga 1928
L'edizione 1928 del Virslīga fu l'8ª del massimo campionato lettone di calcio; fu vinta dal Olimpija Liepāja, giunto al suo secondo titolo.

## Formula
Il campionato era disputato da cinque squadre che si incontrarono in turni di andata e ritorno, per un totale di otto incontri; erano previsti due punti per la vittoria, uno per il pareggio e zero per la sconfitta.

## Classifica finale
|                     | Pos. | Squadra          | Pt | G | V | N | P | GF | GS | DR  |
| ------------------- | ---- | ---------------- | -- | - | - | - | - | -- | -- | --- |
| Lettonia (bandiera) | 1    | Olimpija Liepāja | 13 | 8 | 6 | 1 | 1 | 22 | 10 | +12 |
|                     | 2    | RFK Riga         | 9  | 8 | 3 | 3 | 2 | 20 | 16 | +4  |
|                     | 3    | LSB Riga         | 7  | 8 | 2 | 3 | 3 | 13 | 17 | -4  |
|                     | 4    | Amatieris Rīga   | 6  | 8 | 2 | 2 | 4 | 15 | 18 | -3  |
|                     | 5    | LNJS Liepaja     | 5  | 8 | 2 | 1 | 5 | 17 | 26 | -9  |